# Kartause Trisulti

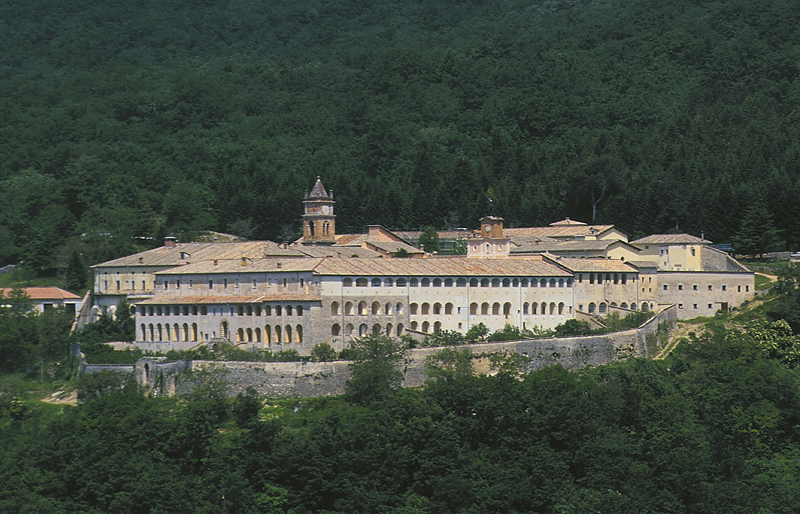
Blick auf die Kartause

Die Kartause Trisulti (Certosa di Trisulti, auch: Abbazia di Trisulti) war ein Kloster in Collepardo, Provinz Frosinone, Region Latium, Bistum Anagni-Alatri in Italien. Von 1204 bis 1946 lebten dort Kartäuser, von 1947 bis 2017 Zisterzienser. Die gewohnte Bezeichnung als Kartause (Certosa di Trisulti) blieb auch üblich, nachdem die Zisterzienser das Kloster bezogen hatten. Die Kartause liegt in 850 m Höhe in einem Eichenwald der Ciociaria.

## Geschichte
996 gründete Dominikus von Sora fünfzehn Kilometer nördlich von Frosinone das Benediktinerkloster Trisulti; 1204 wurde es von den Kartäusern übernommen und neu aufgebaut.
Seit 1873 trägt der Ort das Prädikat „Nationales Monument Italiens“.
1947 besiedelten die Zisterzienser des Klosters Casamari die von den Kartäusern verlassenen Gebäude in Form eines Priorats. 2017 mussten sie die Kartause aufgrund von Nachwuchsmangel aufgeben. Zuletzt hatte dort nur noch ein Mönch dort gelebt, sodass eine Vita communis als Konvent nicht mehr möglich war.
2018 wurde die Kartause nach Zustimmung des Kultusministeriums im Kabinett Conte für eine Pacht von 100.000 €/Jahr an den rechtskonservativen Thinktank „Dignitatis Humanae Institute“ (DHI) vermietet. Der rechtskonservative US-amerikanische Publizist und ehemalige Trump-Berater Stephen Bannon wollte dort eine Kaderschmiede für nationalistisch gesinnte Politiker aufbauen. Im Oktober 2019 entzog der italienische Kulturminister Dario Franceschini dem Trägerverein DHI die Konzession für die Nutzung der Gebäude der Abtei. Dagegen klagte DHI und gewann in erster und zweiter Instanz. Am 12. Januar 2021 bescheinigte der italienische Rechnungshof dem Institut „Dignitatis Humanae“ die Erfüllung sämtlicher Pachtverpflichtungen. Mitte März 2021 entschied das Oberste Verwaltungsgericht, die Stiftung „Dignitatis Humanae Institute“ (DHI) müsse die gemietete Liegenschaft räumen; damit wurden die Urteile niedrigerer Instanzen kassiert. Im Juli 2021 wurde der Pachtvertrag mit der Übergabe des Objekts an den italienischen Staat rechtskräftig aufgelöst.

## Klosterkirche San Bartolomeo und Bibliothek
Die Kartause steht seit 1879 unter Denkmalschutz. In der Klosterkirche San Bartolomeo sind unter anderem die zahlreichen Gemälde von Filippo Balbi (1806–1890) bemerkenswert.
Im aus dem Gründungsjahrhundert stammenden sogenannten Palazzo di Innocenzo III ist die reichhaltige Bibliothek untergebracht, heute eine Staatsbibliothek. Sie ist nur zur wissenschaftlichen Nutzung zugänglich.